# Gianfranco Bellotto
Gianfranco Bellotto (Camposampiero, 2 luglio 1949) è un ex calciatore e allenatore di calcio italiano, di ruolo centrocampista.

## Carriera

### Giocatore

Bellotto all'Ascoli nel 1979, mentre anticipa di testa lo juventino Tardelli

Ha disputato due anni nel Giorgione in Serie D, due alla Solbiatese in Serie C, un campionato con la Reggina in Serie B, uno con il Brescia sempre tra i cadetti e tre con il Modena (uno in C e due in B), quattro con l'Ascoli (uno in cadetteria e tre in Serie A), prima con Giovan Battista Fabbri (con il quale arrivò quinto in campionato, poi quarto per via dello Scandalo del Totonero), e successivamente  con Carlo Mazzone.
Nel 1981 si è trasferito alla Sampdoria dove ha giocato tre campionati (uno in B e due in massima serie), prima di terminare la carriera nei dilettanti.
Ha esordito in Serie A il 1º ottobre 1978 in Napoli-Ascoli (2-1). In massima categoria ha collezionato complessivamente 126 presenze e 11 reti, mentre fra i cadetti ha messo a referto 203 presenze e 17 reti.

### Allenatore

Bellotto nel giorno della presentazione come nuovo allenatore del nella stagione 2000-2001

Come tecnico è stato il secondo del Pisa, poi ha guidato le giovanili della Mestre e in Interregionale è stato l'allenatore del Giorgione. In Serie C2 ha guidato la Pistoiese e in Serie C1 il Mantova.
La sua prima in Serie B da tecnico l'ha trovata ad Andria con la Fidelis Andria, quindi due anni a Venezia e tre a Treviso.
Ha guidato in Serie B anche Cagliari, Sampdoria, Salernitana. L'unica sua esperienza in Serie A da allenatore è stata nella stagione 2003-2004, quando subentra all'esonerato Alberto Malesani alla guida del Modena; a fine stagione gli emiliani retrocedono in serie B.
Nel gennaio 2007 subentra a Raffaele Novelli alla guida della Salernitana e nel 2008 assume a campionato in corso la guida del Novara, formazione di Serie C1 con cui conclude la stagione a centro classifica. Successivamente non viene confermato dalla formazione piemontese per la stagione successiva.
Il 29 agosto 2013 torna in panchina, al Ragusa, squadra siciliana di Serie D subentrando all'esonerato Antonio Germano. La sua avventura dura giusto un mese: il 29 settembre al termine della gara casalinga persa col Città di Messina si dimette a causa di dissidi con la dirigenza.
L'8 ottobre 2019, dopo ben sei anni dall'ultima esperienza da allenatore in Sicilia e dopo quasi venti, torna ad allenare il Treviso nel frattempo relegato nel campionato di Promozione Veneta, subentrando a Francesco Feltrin. Il 9 gennaio 2020 si dimette da tecnico dei biancocelesti, con la squadra in zona play-off.

### Dopo il ritiro
È stato consigliere comunale di Camposampiero dal 13 giugno 2004 al 6 giugno 2009. Successivamente, sempre a Camposampiero è stato consigliere e assessore allo sport dal 2009 al 2013.

## Statistiche

### Statistiche da allenatore
Statistiche aggiornate al 29 settembre 2013. In grassetto le competizioni vinte.
| Stagione         | Squadra          | Campionato       | Campionato | Campionato | Campionato | Campionato | Coppe nazionali | Coppe nazionali | Coppe nazionali | Coppe nazionali | Coppe nazionali | Coppe continentali | Coppe continentali | Coppe continentali | Coppe continentali | Coppe continentali | Altre coppe | Altre coppe | Altre coppe | Altre coppe | Altre coppe | Totale | Totale | Totale | Totale | % Vittorie |
| Stagione         | Squadra          | Comp             | G          | V          | N          | P          | Comp            | G               | V               | N               | P               | Comp               | G                  | V                  | N                  | P                  | Comp        | G           | V           | N           | P           | G      | V      | N      | P      | %          |
| ---------------- | ---------------- | ---------------- | ---------- | ---------- | ---------- | ---------- | --------------- | --------------- | --------------- | --------------- | --------------- | ------------------ | ------------------ | ------------------ | ------------------ | ------------------ | ----------- | ----------- | ----------- | ----------- | ----------- | ------ | ------ | ------ | ------ | ---------- |
| 1990-1991        | Giorgione        | Int.             | 34+2       | 18         | 15+2       | 1          | CI-D            | ?               | ?               | ?               | ?               | -                  | -                  | -                  | -                  | -                  | -           | -           | -           | -           | -           | 36     | 18     | 17     | 1      | 50,00      |
| 1991-1992        | Giorgione        | Int.             | 34+2       | 18+1       | 13+1       | 3          | CI-D            | ?               | ?               | ?               | ?               | -                  | -                  | -                  | -                  | -                  | TJ          | ?           | ?           | ?           | ?           | 36     | 19     | 14     | 3      | 52,78      |
| Totale Giorgione | Totale Giorgione | Totale Giorgione | 68+4       | 36+1       | 28+3       | 4          |                 | -               | -               | -               | -               |                    | -                  | -                  | -                  | -                  |             | -           | -           | -           | -           | 72     | 37     | 31     | 4      | 51,39      |
| 1992-1993        | Pistoiese        | C2               | 34         | 16         | 13         | 5          | CI-C            | 2               | 1               | 0               | 1               | -                  | -                  | -                  | -                  | -                  | -           | -           | -           | -           | -           | 36     | 17     | 13     | 6      | 47,22      |
| ago.-ott. 1993   | Mantova          | C1               | 8          | 2          | 5          | 1          | CI-C            | 4               | 4               | 0               | 0               | -                  | -                  | -                  | -                  | -                  | -           | -           | -           | -           | -           | 12     | 6      | 5      | 1      | 50,00      |
| 1994-1995        | Fidelis Andria   | B                | 38         | 8          | 20         | 10         | CI              | 3               | 1               | 1               | 1               | -                  | -                  | -                  | -                  | -                  | -           | -           | -           | -           | -           | 41     | 9      | 21     | 11     | 21,95      |
| 1995-1996        | Venezia          | B                | 30         | 10         | 13         | 7          | CI              | 0               | 0               | 0               | 0               | -                  | -                  | -                  | -                  | -                  | -           | -           | -           | -           | -           | 30     | 10     | 13     | 7      | 33,33      |
| 1996-1997        | Venezia          | B                | 12         | 3          | 6          | 3          | CI              | 1               | 0               | 0               | 1               | -                  | -                  | -                  | -                  | -                  | -           | -           | -           | -           | -           | 13     | 3      | 6      | 4      | 23,08      |
| 1997-1998        | Treviso          | B                | 38         | 12         | 16         | 10         | CI              | 2               | 0               | 0               | 2               | -                  | -                  | -                  | -                  | -                  | -           | -           | -           | -           | -           | 40     | 12     | 16     | 12     | 30,00      |
| 1998-1999        | Treviso          | B                | 38         | 14         | 14         | 10         | CI              | 2               | 0               | 2               | 0               | -                  | -                  | -                  | -                  | -                  | -           | -           | -           | -           | -           | 40     | 14     | 16     | 10     | 35,00      |
| 1999-2000        | Treviso          | B                | 38         | 13         | 12         | 13         | CI              | 6               | 4               | 2               | 0               | -                  | -                  | -                  | -                  | -                  | -           | -           | -           | -           | -           | 44     | 17     | 14     | 13     | 38,64      |
| Totale Treviso   | Totale Treviso   | Totale Treviso   | 114        | 39         | 42         | 33         |                 | 10              | 4               | 4               | 2               |                    | -                  | -                  | -                  | -                  |             | -           | -           | -           | -           | 124    | 43     | 46     | 35     | 34,68      |
| 2000-2001        | Cagliari         | B                | 24         | 9          | 9          | 6          | CI              | 3               | 1               | 1               | 1               | -                  | -                  | -                  | -                  | -                  | -           | -           | -           | -           | -           | 27     | 10     | 10     | 7      | 37,04      |
| 2001-2002        | Sampdoria        | B                | 34         | 12         | 11         | 11         | CI              | 4               | 0               | 2               | 2               | -                  | -                  | -                  | -                  | -                  | -           | -           | -           | -           | -           | 38     | 12     | 13     | 13     | 31,58      |
| 2002-2003        | Venezia          | B                | 38         | 12         | 12         | 14         | CI              | 3               | 1               | 0               | 2               | -                  | -                  | -                  | -                  | -                  | -           | -           | -           | -           | -           | 41     | 13     | 12     | 16     | 31,71      |
| Totale Venezia   | Totale Venezia   | Totale Venezia   | 80         | 25         | 31         | 24         |                 | 4               | 1               | 0               | 3               |                    | -                  | -                  | -                  | -                  |             | -           | -           | -           | -           | 84     | 26     | 31     | 27     | 30,95      |
| mar.-mag. 2004   | Modena           | A                | 8          | 1          | 2          | 5          | CI              | 0               | 0               | 0               | 0               | -                  | -                  | -                  | -                  | -                  | -           | -           | -           | -           | -           | 8      | 1      | 2      | 5      | 12,50      |
| apr. 2005        | Vicenza          | B                | 3          | 0          | 3          | 0          | CI              | 0               | 0               | 0               | 0               | -                  | -                  | -                  | -                  | -                  | -           | -           | -           | -           | -           | 3      | 0      | 3      | 0      | &0,00      |
| gen.-mag. 2007   | Salernitana      | C1               | 16         | 4          | 7          | 5          | CI+CI-C         | 0               | 0               | 0               | 0               | -                  | -                  | -                  | -                  | -                  | -           | -           | -           | -           | -           | 16     | 4      | 7      | 5      | 25,00      |
| gen.-mag. 2008   | Novara           | C1               | 14         | 5          | 4          | 5          | CI-C            | 0               | 0               | 0               | 0               | -                  | -                  | -                  | -                  | -                  | -           | -           | -           | -           | -           | 14     | 5      | 4      | 5      | 35,71      |
| ago.-set. 2013   | Ragusa           | D                | 5          | 0          | 1          | 4          | CI-D            | 0               | 0               | 0               | 0               | -                  | -                  | -                  | -                  | -                  | -           | -           | -           | -           | -           | 5      | 0      | 1      | 4      | &0,00      |
| Totale carriera  | Totale carriera  | Totale carriera  | 446+4      | 157+1      | 176+3      | 113        |                 | 30              | 12              | 8               | 10              |                    | -                  | -                  | -                  | -                  |             | -           | -           | -           | -           | 480    | 170    | 187    | 123    | 35,42      |

## Palmarès

### Giocatore

#### Competizioni nazionali
- Serie C: 1

Modena: 1974-1975
- Campionato italiano di Serie B: 1

Ascoli: 1977-1978
- Torneo di Capodanno: 1

Ascoli: 1981

#### Competizioni internazionali
- The Red Leaf Cup: 1

Ascoli: 1980

### Allenatore
- Campionato Interregionale: 2

Giorgione: 1990-1991 (girone E), 1991-1992 (girone B)
- Campionato italiano Serie C2: 1

Pistoiese: 1992-1993 (girone B)